# Scansoriopterygidae
Gli scansoriopterigidi (Scansoriopterygidae, Czerkas & Yuan, 2002) sono una famiglia di dinosauri teropode maniraptori di piccole dimensioni, vissuto durante il Giurassico in Asia centrale.
La famiglia fu creata per ospitare il gruppo monospecifico dell'enigmatico maniraptore Scansoriopteryx heilmanni. Un altro animale con caratteristiche simili, l'Epidendrosaurus ninchengensis, potrebbe appartenere allo stesso gruppo, ma la classificazione è ancora dubbia.

## Classificazione
La collocazione tassonomica degli scansoriopterigidi è ancora incerta. Senza dubbio, si tratta di teropodi maniraptoridi che condividono alcune caratteristiche con i moderni uccelli, con i quali potrebbero essere strettamente imparentati, così come con i deinonicosauri. La struttura della zampa presenta alcune similitudini con il maniraptor piumato Yixianosaurus.
Un'analisi filogenetica di Godefroit e coautori del 2013 imparenta fortemente gli scansoriopterigidi con gli uccelli:
|  | †Troodontidae             |
|  |                           |
|  | \| \| Avialae \| \| \| \| |
|  |                           |
|  | Avialae                   |
|  |                           |

|  | Avialae |
|  |         |

|  | †Troodontidae             |
|  |                           |
|  | \| \| Avialae \| \| \| \| |
|  |                           |
|  | Avialae                   |
|  |                           |

|  | Avialae |
|  |         |

|  | †Troodontidae             |
|  |                           |
|  | \| \| Avialae \| \| \| \| |
|  |                           |
|  | Avialae                   |
|  |                           |

|  | Avialae |
|  |         |

|  | †Troodontidae             |
|  |                           |
|  | \| \| Avialae \| \| \| \| |
|  |                           |
|  | Avialae                   |
|  |                           |

|  | Avialae |
|  |         |

|  | †Troodontidae             |
|  |                           |
|  | \| \| Avialae \| \| \| \| |
|  |                           |
|  | Avialae                   |
|  |                           |

|  | Avialae |
|  |         |

|  | †Troodontidae             |
|  |                           |
|  | \| \| Avialae \| \| \| \| |
|  |                           |
|  | Avialae                   |
|  |                           |

|  | Avialae |
|  |         |

|  | †Troodontidae             |
|  |                           |
|  | \| \| Avialae \| \| \| \| |
|  |                           |
|  | Avialae                   |
|  |                           |

|  | Avialae |
|  |         |

|  | †Troodontidae             |
|  |                           |
|  | \| \| Avialae \| \| \| \| |
|  |                           |
|  | Avialae                   |
|  |                           |

|  | Avialae |
|  |         |